# Marathon des Sables
Marathon des Sables (с фр. — «Песчаный марафон»), также известный как Сахарский марафон — шестидневный сверхмарафон на дистанции около 250 км, что составляет в сумме примерно шесть классических марафонских дистанций. Соревнования проводятся ежегодно в Марокко в пустыне Сахара. Первый забег состоялся в 1986 году.

## История
Марафон был организован французским промоутером Патриком Бауэром, который пересек Сахару в 1984 году за 12 дней. Два года спустя состоялся первый марафон Marathon des Sables, в котором финишировало 23 участника. В 2009 была основана ассоциация Solidarité Marathon des Sables, целью которой была разработка проектов по оказанию помощи детям и обездоленным группам населения в части здравоохранения и образования Марокко.
В 1994 году едва не погиб один из участников марафона, итальянский полицейский и пятиборец Мауро Проспери.

## Организация
В соревнованиях участвует порядка тысячи человек, при этом на разные страны устанавливается квота участников. Организаторы предоставляют трансфер из Парижа до места проведения забега. Трасса меняется каждый год и состоит из шести этапов разной протяжённости.
Организаторами регламентируется и контролируется снаряжение, которое каждый участник несёт сам — необходимо иметь рюкзак, спальник, свисток, ракетницы, компас, сигнальное зеркало, еду и солевые таблетки. Выдача воды также регламентируется — в день каждому участнику выдаётся 12 литров, тремя порциями — утром, на дистанции и вечером. Питанием участники обеспечивают себя сами и несут его с собой.

## Победители
|    | Год  | Мужчины                | Страна   | Женщины                | Страна     | Комментарии |
| -- | ---- | ---------------------- | -------- | ---------------------- | ---------- | ----------- |
| 1  | 1986 | Бернар Годэн           | Франция  | Кристиан Плюмьер       | Франция    |             |
| 2  | 1987 | Хассан Себтауй         | Франция  | Мари-Анж Малькюи       | Франция    |             |
| 3  | 1988 | Бернар Годэн -2-       | Франция  | Анж Малькюи −2-        | Франция    |             |
| 4  | 1989 | Хассан Себтауй -2-     | Франция  | Клод Баттистелли       | Франция    |             |
| 5  | 1990 | Хассан Себтауй -3-     | Франция  | Клэр Гарнье            | Франция    |             |
| 6  | 1991 | Хассан Себтауй -4-     | Франция  | Моника Фрисот          | Франция    |             |
| 7  | 1992 | Мохамед Бенсалах       | Марокко  | Моника Фрисот -2-      | Франция    |             |
| 8  | 1993 | Мохамед Бенсалах -2-   | Марокко  | Ирина Петрова          | Россия     |             |
| 9  | 1994 | Андрей Дерксен         | Россия   | Валентина Ляхова       | Россия     |             |
| 10 | 1995 | Андрей Дерксен -2-     | Россия   | Беатрис Рейманн        | Франция    |             |
| 11 | 1996 | Андрей Дерксен -3-     | Россия   | Анке Молькентин        | Германия   |             |
| 12 | 1997 | Лахсен Ахансал         | Марокко  | Розанна Пеллиццари     | Италия     |             |
| 13 | 1998 | Мохамад Ахансал        | Марокко  | Розанна Пеллиццари -2- | Италия     |             |
| 14 | 1999 | Лахсен Ахансал -2-     | Марокко  | Лиза Смит              | США        |             |
| 15 | 2000 | Лахсен Ахансалl -3-    | Марокко  | Паскаль Мартин         | Франция    |             |
| 16 | 2001 | Лахсен Ахансал -4-     | Марокко  | Франка Фьяккони        | Италия     |             |
| 17 | 2002 | Лахсен Ахансал -5-     | Марокко  | Симона Кайзер          | Люксембург |             |
| 18 | 2003 | Лахсен Ахансал -6-     | Марокко  | Магали Ювеналь         | Франция    |             |
| 19 | 2004 | Лахсен Ахансал -7-     | Марокко  | Симона Кайзер -2-      | Люксембург |             |
| 20 | 2005 | Лахсен Ахансал -8-     | Марокко  | Симона Кайзер -3-      | Люксембург |             |
| 21 | 2006 | Лахсен Ахансал -9-     | Марокко  | Жеральдина Курдес      | Франция    |             |
| 22 | 2007 | Лахсен Ахансал -10-    | Марокко  | Лоранс Фрикотто        | Франция    |             |
| 23 | 2008 | Мохамад Ахансал -2-    | Марокко  | Туда Диди              | Марокко    |             |
| 24 | 2009 | Мохамад Ахансал -3-    | Марокко  | Туда Диди −2-          | Марокко    |             |
| 25 | 2010 | Мохамад Ахансал -4-    | Марокко  | Моника Агилера         | Испания    |             |
| 26 | 2011 | Рашид Эль Морабити     | Марокко  | Лоранс Кляйн -2-       | Франция    |             |
| 27 | 2012 | Саламех Аль Акра       | Иордания | Лоранс Кляйн −3-       | Франция    |             |
| 28 | 2013 | Мохамад Ахансал -5-    | Марокко  | Меган Хикс             | США        |             |
| 29 | 2014 | Рашид Эль Морабити -2- | Марокко  | Никки Кимболл          | США        |             |
| 30 | 2015 | Рашид Эль Морабити -3- | Марокко  | Элизабет Барнес        | Швеция     |             |
| 31 | 2016 | Рашид Эль Морабити -4- | Марокко  | Наталья Седых          | Россия     |             |
| 32 | 2017 | Рашид Эль Морабити -5- | Марокко  | Элизабет Барнес -2-    | Швеция     |             |
| 33 | 2018 | Рашид Эль Морабити -6- | Марокко  | Магдалена Леви-Булет   | США        |             |
| 34 | 2019 | Рашид Эль Морабити -7- | Марокко  | Рагна Дебатс           | Нидерланды |             |

### Документальные фильмы
- 9th & 19th Marathon des Sables (из серии Expedition to the Edge) на YouTube
- 17th Marathon des Sables 2002 (из серии Extremes) на YouTube

### Интервью
- Россиянин Андрей Дерксен — трехкратный победитель самого жесткого марафона в мире Sultan Marathon des Sables в 1994, 1995, 1996 годах
- Интервью Дмитрия Ерохина, участника марафона 2013 года

### Прочее
- Книга Дмитрия Волошина «Беги и помни» (весной 2017-го Дмитрий Волошин пробежал 230 км в пустыне Сахара в ходе экстремального марафона Marathon Des Sables)
- Marathon des Sables на statistik.d-u-v.org